# К Кефлавик
Кефлавик (на исландски: Knattspyrnudeild Keflavíkur) е исландски футболен отбор от град Кеплавик. Основан е на 29 септември 1929 година. Клубните цветове са синьо и бяло. Играе домакинските си мачове на стадион „Кефлавикурвьолюр“ с капацитет 5 200 зрители. Викингур е четирикратен шампион на Исландия и четирикратен носител на националната купа. През 1965/66 прави дебюта си в европейските клубни турнири, като учавства в КЕШ.

## Предишни имена
| Години      | Име                                                    |
| ----------- | ------------------------------------------------------ |
| 1929 – 1965 | „УМФК Кефлавик“ UMFK Keflavík                          |
| юни 1965 –  | „ИБК Кефлавик“ ÍBK Keflavík (сливане с „КФК Кефлавик“) |

## Успехи
- Исландска висша лига
  -  Шампион (4):    1964, 1969, 1971, 1973
  -  Вицешампион (3): 1966, 1974, 2008
  -  Бронзов медал (7): 1965, 1970, 1972, 1978, 1984, 1993, 1994
- Купа на Исландия:[1]
  -  Носител (4): 1975, 1997, 2004, 2006
- Суперкупа на Исландия:[2]
  -  Носител (6): 1970, 1972, 1973, 1975, 1976, 1998
- Исландска втора лига
  -  Шампион (4): 1957, 1962, 1981, 2003